# Яків (Заїка)
Єпископ Яків (в миру Іван Михайлович Заїка; 25 вересня 1900, Косенів — 18 березня 1983, Полонне) — єпископ Українського екзархату РПЦ, єпископ Чернігівський і Ніжинський. Релігійний діяч Польської автокефальної православної церкви.

## Біографія
Народився 25 вересня 1900 року в селі Косенів (нині Звягельський район Житомирської області) в сім'ї бідного селянина-хлібороба.
У 1918 році під час епідемії тифу помер його батько. Після смерті батька він сам чотири рази хворів на тиф. В останній раз рідні його вже оплакували як мертвого.
У 1920 році, відчуваючи себе ще дуже слабким після перенесених хвороб, він вирішив піти в Почаївську Лавру з метою паломництва і, якщо можна, залишитися в ній.
Юнак був прийнятий і йому доручили послух по городу. Через слабість здоров'я йому було дуже важко виконувати цей послух і він хотів залишити Лавру, але з дня на день відкладав цей намір.
У липні 1920 року Почаївська Лавра, після більш як сторічної перерви, знову увійшла до меж Польщі). Іван Заїка прийняв польське громадянство і в Лаврі 17 (30) березня 1925 пострижений у чернецтво, в тому ж році 25 квітня архієпископом Пінським і Поліським Олександром (Іноземцевим) рукоположений у сан ієродиякона. Архієпископом Кременецьким Симоном (Івановським) ПАПЦ рукоположений у сан ієромонаха. Зведений у сан архімандрита, згадується ризничним Почаївської Лаври.
З 1941 року — в юрисдикції Української автономної православної церкви.
1946 викликаний з Лаври до Києва, де визнав своє від'єднання від ПАПЦ.
20 січня (2 лютого) 1947 року в Києві хіротонізований на єпископа Вінницького і Брацлавського. Хіротонію здійснювали: митрополит Київський і Галицький Іоанн (Соколов), єпископ Кам'янець-Подільський Панкратій (Кашперук) та єпископ Уманський Нифонт (Чобітків).
У перший же рік архієрейства він сильно застудився в неопалюваному соборі і захворів двостороннім плевритом.
18 листопада 1948 був призначений єпископом Чернігівським і Ніжинським. Тут хвороба його посилилася, оскільки кафедральний собор також був неопалюваним. До колишньої хвороби додалися нові: радикуліт, закупорка вен на ногах, хвороба шлунка та інші. В результаті такого хворобливого стану 17 листопада 1953 він був почислений на спокій.
До 1957 року жив у Чернігові, а потім придбав невеликий будиночок в місті Полонному, в якому жив до смерті. Хвороби його з кожним роком все посилювалися. Він переніс запалення легенів, страждав на цингу і головні болі, з'явилася хвороба серця та інші. Страждання переносив терпляче, сподіваючись на милість Божу.
Помер 18 березня 1983 року. Похований на міському кладовищі міста Полонне.